# Мисткі (Великопольське воєводство)
Мисткі (пол. Mystki) — село в Польщі, у гміні Некля Вжесінського повіту Великопольського воєводства.
Населення — 93 особи (2011).
У 1975-1998 роках село належало до Познанського воєводства.

## Демографія
Демографічна структура станом на 31 березня 2011 року:
|          | Загалом | Допрацездатний вік | Працездатний вік | Постпрацездатний вік |
| -------- | ------- | ------------------ | ---------------- | -------------------- |
| Чоловіки | 51      | 14                 | 34               | 3                    |
| Жінки    | 42      | 8                  | 27               | 7                    |
| Разом    | 93      | 22                 | 61               | 10                   |